# Soraia Ramos
Soraia Ramos (Portugal, 14 de Setembro de 1992) é uma cantora e compositora de origem cabo-verdiana. Em 2020, ganhou o prémio de melhor artista feminina da África Central na 6ª edição do African Muzik Magazine Awards 2020 (Afrimma).

## Biografia
Soraia Ramos nasceu a 14 de Setembro de 1992, em Portugal, onde viveu com os pais até aos 13 anos de idade. Mudou-se para França por um período de três anos e a seguir para a Suíça. Desde cedo mostrou interesse pelo mundo artístico e o apoio da sua família foi essencial para seguir a sua carreia, com exceção da avó que lhe dizia a importância dos estudos: " Estudar é mais importante que cantar", dizia a avó. Soraia conta na música um pouco de mim, lançada em 2014, parte nessa história com a avó. Nesse intervalo de tempo, terminou o curso de recepcionista. 
Quem sempre acreditou também no seu futuro como cantora é sua amiga Cátia Teixeira que vivia no mesmo prédio que Soraia, sendo sua agente e cabelereira no primeiro concerto em uma discoteca na Amora, em 2015. Soraia trabalhava na Suíça na Subway e às sextas-feiras rumava para Portugal para fazer concertos.
Entrevistada pela Record Europa a 22 de dezembro de 2022, Soraia Ramos diz querer fazer chegar a sua voz a todo o mundo. Ela revela ainda que os caminhos do mundo da música não são fáceis, pois a sua carreia artística começou há oito anos, mas apenas hoje consegue ver "o fruto do seu trabalho". Ainda na mesma entrevista, a cantora disse que o "empoderamento feminino" é a principal mensagem que deseja passar com a sua música.
Numa entrevista ao Jornal Público, Soraia Ramos diz ter crescido na Arrentela. Recentemente, visitou a Escola Básica da Quinta de São João, na margem sul de Lisboa, a sua antiga escola. Os alunos identificaram-se com a cantora, alguns pelas suas origens crioulas e outras pelas suas músicas. A visita culminou com todos a cantar Nosso Amor, música da artista com os Calema. Soraia Ramos admitiu ao Público que não esperava que as crianças a reconhecessem, pois na idade delas apenas conhecia Floribella. A visita à antiga escola e ao bairro trouxe várias recordações e emoções aos moradores e à cantora. Sónia, sua vizinha de 60 anos, disse ao Público que Soraia fez muita falta quando emigrou para França, pois cantava para ela as músicas de Anselmo Ralph, Sara Tavares e Floribella e sua voz tocava o seu coração.
Soraia Ramos reconhece o papel de Cesária Évora na expansão da música cabo-verdiana e tem-na como exemplo a seguir. A cantora pretende dar a conhecer a cultura e a música cabo-verdiana pelo mundo, não esquecendo suas raízes e língua, por esses motivos, não deixa de cantar em crioulo de cabo verde. Nessa linha de pensamento, Soraia Ramos convocou para o seu disco, participações de outros músicos portugueses de origem cabo verdiana, como Apollo G, no afro-drill de Muda, e Nenny, na música Nha Terra, filmado em Cabo Verde.

## Obra
Soraia Ramos escreveu-se em 2009 no concurso Vozes da Diáspora conquistando o 4º lugar.  Lançou em 2014 o EP Um pouco de mim, seguido por Diz-me. Em 2017, assinou com a produtora Klasszik, motivo que a fez voltar para Portugal. Com a produtora lançou as músicas Bai e O nosso amor, com a participação dos Calema. Esta última música atingiu mais de 37 milhões de visualizações em um espaço de tempo de dois anos. Contudo, teve antes vários pedidos recusados pelo diretor da produtora.Depois lançou o Bai - Remix com a participação do seu irmão o cantor Lisandro Cuxi que vive em França.
Teve parceria com C4 Pedro, juntos, interpretaram a música Bo tem mel no palco Zénith, em Paris, para mais de mil pessoas, o que lhe valeu um mês no top da canção mais ouvida em Portugal e Luxemburgo. Teve outras parcerias com artistas como NGA, Monsta, DREEZY, entre outros cantores.
Soraia Ramos subiu, em dois anos consecutivos, ao palco no Festival Zambujeira do Mar, em 2022 num palco secundario e no dia 12 de agosto de 2023 no palco principal.
Em 2023, lançou a canção Buka Bali Nada, inspirada na sua experiência pessoa com relações tóxicas. O vídeo soma mais de 15 milhões de visualizações no YouTube, tendo sido tendência na plataforma e nas redes sociais por várias semanas.
Em outubro de 2023, Soraia lança o seu álbum de estreia intitulado Cocktail, segundo a cantora, um álbum inacabado e incompleto.  O disco é formado por 15 faixas musicais, incluindo estilos musicais: "o r&b, a pop, o rap, o trap, a kizomba, o funaná, o afrobeats, o drill e até o sertanejo".
De Arrentela, onde foi criada pelos avós, Soraia Ramos dissemina a cultura de Cabo Verde. A cantora conta ao Público que vai à Arrentela pelo menos uma vez por mês visitar os avós, e que apesar de ter conseguido seguir os seus senhos, não se engrandece em relação ao bairro e as pessoas que vivem por lá. Ela é apenas um incentivo aos jovens para não desistirem dos seus sonhos, apesar das barreiras que encontrarem pelo caminho. termina dizendo: "não é porque és do bairro que és menos". Segundo os Calemas, Soraia Ramos " é hoje um modelo e uma  inspiração, sobretudo para as mulheres africanas e afrodescendentes".
No mundo artístico crioulo, Soraia Ramos é a artista com maior visibilidade internacional. A artista é hoje um dos maiores nomes da lusofonia, diz o Público, apresentando-se em Cabo Verde, Moçambique, Angola, Guiné-Bissau, Estados Unidos, França, Suíça, Países Baixos e Luxemburgo 
Em 2010, venceu o concurso "Vozes da Diáspora".Soraia Ramos ganhou o prémio de melhor artista feminina da África Central na 6ª edição do African Muzik Magazine Awards 2020 (Afrimma). No mesmo ano, foi nomeada para quatro categorias do MTV Awards 2020: Best Female Africa, Best Lusophone, Best Female Central Africa e Best Collaboration.
Em 2021, foi nomeada para os Afrimma nas categorias de Best African Female, Best Lusophone e Best Collaboration. No final de 2021 foi escolhida para ser capa da playlist EQUAL do Spotify, a maior playlist feminina do mundo, fazendo com que o seu rosto fosse exposta na Times Square em homenagem, em Nova Iorque. Foi capa da playlist Africa, em maio de 2022, na Apple Music, tornando-se na primeira artista lusófona a conseguir o feito.
Em 27 de outubro de 2023, Soraia Ramos lança o álbum Cocktail. Deram ao álbum esse nome pela mistura de vários estilos musicais. O álbum não teve muitas regras, o resultado deu-se de pequenos momentos até a sua consolidação, pois Soraia é  uma artista aberta a novas experiências e disposta a trabalhar a qualquer hora do dia ou da noite, mesmo vestida de pijama ela apresenta-se ao estúdio quando solicitado, diz Nelson de Sousa, produtor de Soraia Ramos. Cocktail "é uma constelação de Soraias", diz a cantora e compositora, devido as várias sonoridades, temas, mensagens, vários sentimentos, entre eles, as dores de cabeça que os homens lhe dão.
No mesmo mês, Soraia apresentou-se no Festival Iminente, no Terreiro do Paço, em Lisboa, com um grande público. Estreia o dia 30 de março de 2024 no Coliseu dos Recreios com o novo e primeiro álbum Cocktail, que conta com mais de 30 milhões de streams desde o seu lançamento.
Soraia Ramos é convidada a participar na Web Summit 2024 no Rio de Janeiro 

## Discografia
- Álbum Cocktail com 15 faixas musicais [14].